# Peter Hummelgaard

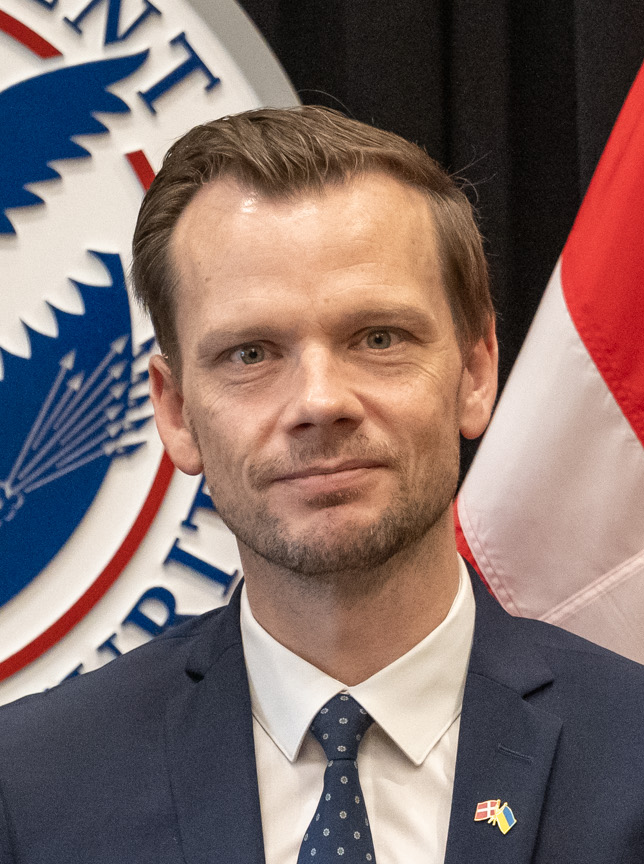
Peter Hummelgaard, 2024

Peter Hummelgaard Thomsen (* 17. Januar 1983 in Tårnby), häufig auch Peter Hummelgaard, ist ein dänischer Politiker der Socialdemokraterne. Seit 2015 ist er Abgeordneter im Folketing. Ab Juni 2019 war er der Beschäftigungsminister Dänemarks, im November 2020 erhielt er den Bereich Gleichstellung hinzu. Seit Dezember 2022 ist er der Justizminister seines Landes.

## Leben
Hummelgaard studierte von 2004 bis 2015 Rechtswissenschaft an der Universität Kopenhagen. Zwischen 2005 und 2008 arbeitete er als Student im dänischen Außenministerium. In der Zeit von 2008 bis 2012 fungierte Hummelgaard Vorsitzender der Jugendorganisation Danmarks Socialdemokratiske Ungdom (DSU). Er kritisierte dabei unter anderem die Linie der Regierungen unter Ministerpräsidentin Helle Thorning-Schmidt. So sprach er sich etwa gegen die Position seiner Partei, nicht mehr weiter für eine europäische Finanzsteuer einzutreten, aus. Anschließend arbeitete er bis 2014 als Berater, zuletzt als politischer Berater beim Gewerkschaftsbund Fagligt Fælles Forbund (3F).
Bei der Parlamentswahl 2015 zog Hummelgaard erstmals in das dänische Nationalparlament Folketing ein. Dort vertritt er den Wahlkreis Kopenhagen. Bis 2019 diente er als EU-politischer Sprecher seiner Partei. Am 27. Juni 2019 wurde er zum Minister für Beschäftigung in der neuen Regierung Frederiksen I ernannt, im November 2020 erhielt er zudem die Zuständigkeit für den Bereich Gleichstellung. Bei der Bildung der Regierung Frederiksen II wurde Hummelgaard am 15. Dezember 2022 zum neuen Justizminister ernannt.